# Rastaborg, Ljusterö
Rastaborg är ett pensionat och konferensanläggning i Linanäs på södra Ljusterö i Stockholms skärgård.

## Historia
Byggnaden uppfördes av källarmästare Karl Andersson år 1909-1910. 
Huset fungerade först som sommarnöje åt familjen Andersson, och öppnades som pensionat år 1921.
1948 i februari började Österåkers äldsta ännu arbetande servitris, 80-åriga Kerstin Häggström, som 14-åring arbeta på Rastaborg.
1950 byggdes annexet Märtas hus, uppkallat efter Märta Höök, som ärvde Rastaborg av sina föräldrar.
1987 köptes Rastaborg av Tina och Bo Pettersson.
2021 såldes Rastaborg och skall göras om till privatbostad efter hundra år som pensionat. De nya ägarna är Marie och Peter Strannegård. 